# Marc Giner
Marc Giner (Pego, 18 de junio de 1991) es un tenista profesional español.

## Carrera
Su mejor ranking individual es el n.º 245 alcanzado el 29 de abril de 2013, mientras que en dobles logró la posición 502º el 24 de julio de 2017.
No ha logrado hasta el momento títulos de la categoría ATP ni de la ATP Challenger Tour, aunque sí ha obtenido varios títulos Futures tanto en individuales como en dobles.

## Callengers y Futures (0+27)
| Leyenda         |
| --------------- |
| Challengers (0) |
| Futures (17+10) |

### Individuales (17)
| N.º | Fecha      | Torneo       | Superficie        | Oponente                  | Resultado     |
| --- | ---------- | ------------ | ----------------- | ------------------------- | ------------- |
| 1.  | 31.07.2011 | España F26   | Tierra batida     | Carlos Calderón Rodríguez | 6-4, 6-1      |
| 2.  | 01.07.2012 | Rumanía F4   | Tierra batida     | Nikola Metkić             | 6-3, 2-6, 6-0 |
| 3.  | 23.09.2012 | Italia F27   | Tierra batida     | Daniele Giorgini          | 6-3, 7-5      |
| 4.  | 30.09.2012 | Portugal F5  | Tierra batida     | Henri Laaksonen           | 7-6(6), 6-2   |
| 5.  | 31.03.2013 | España F8    | Moqueta           | Roberto Carballés Baena   | 7-6(4), 6-4   |
| 6.  | 01.12.2013 | Egipto F34   | Tierra batida     | Egor Gerasimov            | def.          |
| 7.  | 04.05.2014 | Egipto F16   | Tierra batida     | Pietro Rondoni            | 3-6, 6-1, 6-4 |
| 8.  | 01.06.2014 | Ucrania F6   | Tierra batida     | Ivan Nedelko              | 6-2, 4-6, 7-5 |
| 9.  | 08.06.2014 | Egipto F20   | Tierra batida     | Mohamed Safwat            | 6-4, 2-6, 6-2 |
| 10. | 15.06.2014 | Egipto F21   | Tierra batida     | Dennis Novak              | 6-3, 6-1      |
| 11. | 07.09.2014 | Rusia F9     | Tierra batida     | Anton Zaitcev             | 7-6(5), 6-1   |
| 12. | 09.08.2015 | Rusia F5     | Tierra batida     | Anton Galkin              | 6-1, 6-1      |
| 13. | 04.10.2015 | España F31   | Tierra batida     | Gerard Granollers         | 6-3, 1-6, 6-3 |
| 14. | 03.07.2016 | Rusia F2     | Tierra batida (i) | Evgeny Karlovskiy         | 6-2, 4-6, 6-3 |
| 15. | 21.08.2016 | Alemania F11 | Tierra batida     | Yannick Hanfmann          | 2-6, 6-1, 6-3 |
| 16. | 20.11.2016 | Túnez F32    | Tierra batida     | Fred Gil                  | 6-3, 6-2      |
| 17. | 05.02.2017 | Túnez F4     | Tierra batida     | Kristijan Mesaroš         | 6-1, 6-1      |

#### Finalista en individuales (14)
| N.º | Fecha      | Torneo       | Superficie    | Oponente                | Resultado        |
| --- | ---------- | ------------ | ------------- | ----------------------- | ---------------- |
| 1.  | 25.09.2011 | Portugal F4  | Tierra batida | Julien Obry             | 4-6, 6-2, 3-6    |
| 2.  | 29.04.2012 | India F5     | Tierra batida | Jeevan Nedunchezhiyan   | 6-4, 1-6, 6-7(4) |
| 3.  | 22.07.2012 | España F20   | Tierra batida | Taro Daniel             | 3-6, 4-6         |
| 4.  | 10.03.2013 | España F5    | Tierra batida | Jordi Samper Montana    | 2-6, 2-6         |
| 5.  | 18.08.2013 | España F26   | Tierra batida | Ricardo Rodríguez-Pace  | 7-5, 1-6, 2-6    |
| 6.  | 17.11.2013 | Egipto F33   | Tierra batida | Steven Moneke           | 4-6, 2-6         |
| 7.  | 23.02.2014 | Egipto F6    | Tierra batida | Dennis Novak            | 4-6, 4-6         |
| 8.  | 13.07.2014 | España F17   | Dura          | Ramkumar Ramanathan     | 4-6, 1-6         |
| 9.  | 05.05.2015 | Marruecos F3 | Tierra batida | Lamine Ouahab           | 6-7(4), 3-6      |
| 10. | 19.04.2015 | España F9    | Moqueta       | Kamil Majchrzak         | 3-6, 2-6         |
| 11. | 16.08.2015 | Rusia F6     | Tierra batida | Alexey Vatutin          | 6-7(4), 2-6      |
| 12. | 10.07.2016 | Rusia F3     | Tierra batida | Anton Zaitcev           | 6-3, 1-6, 4-6    |
| 13. | 25.09.2016 | España F31   | Tierra batida | Álvaro López San Martín | 4-6, 1-6         |
| 14. | 12.02.2017 | Túnez F5     | Tierra batida | Ljubomir Celebic        | 3-6, 2-6         |

### Dobles (10)
| N.º | Fecha      | Torneo       | Superficie    | Compañero                 | Oponentes                                           | Resultado        |
| --- | ---------- | ------------ | ------------- | ------------------------- | --------------------------------------------------- | ---------------- |
| 1.  | 02.08.2009 | España F25   | Tierra batida | Carlos Calderón Rodríguez | Antonio García Sánchez José Antonio Sánchez de Luna | 6-3, 6-2         |
| 2.  | 08.05.2011 | Turquía F16  | Tierra batida | Carlos Calderón Rodríguez | Denys Molchanov Mikhail Vasiliev                    | w/o              |
| 3.  | 21.10.2012 | Argelia F2   | Tierra batida | Steven Diez               | Francesc Montañés Roca Ronald Slobodchikov          | 6-4, 6-2         |
| 4.  | 28.10.2012 | Argelia F3   | Tierra batida | Mark Vervoort             | Kevin Albonetti Jan-Wouter Roep                     | 6-3, 6-4         |
| 5.  | 30.03.2014 | Perú F2      | Tierra batida | Federico Coria            | Alejandro Mendoza Duilio Vallebuona                 | 6-2, 3-6, [10-5] |
| 6.  | 07.09.2014 | Rusia F9     | Tierra batida | Alexander Zhurbin         | Evgeny Elistratov Vladimir Polyakov                 | 7-5, 6-4         |
| 7.  | 17.07.2016 | España F21   | Tierra batida | Jean-Marc Werner          | Sergio Martos Gornes Adriá Mas Mascolo              | 6-4, 6-1         |
| 8.  | 24.07.2016 | España F22   | Tierra batida | Carlos Taberner           | Sergio Martos Gornes Adriá Mas Mascolo              | 6-3, 6-1         |
| 9.  | 09.10.2016 | Portugal F12 | Dura          | Fred Gil                  | Marc Fornell-Mestres Goncalo Oliveira               | 3-6, 6-3, [10-3] |
| 10. | 16.07.2017 | España F21   | Tierra batida | Pedro Martínez Portero    | Iván Gájov Sergio Martos Gornes                     | 7-6(4), 6-3      |

#### Finalista en dobles (3)
| N.º | Fecha      | Torneo       | Superficie    | Compañero        | Oponentes                                 | Resultado        |
| --- | ---------- | ------------ | ------------- | ---------------- | ----------------------------------------- | ---------------- |
| 1.  | 06.04.2014 | Perú F3      | Tierra batida | Federico Coria   | Fabiano de Paula Gastón-Arturo Grimolizzi | 6-2, 4-6, [5-10] |
| 2.  | 29.03.2015 | Marruecos F2 | Tierra batida | Jean-Marc Werner | Goncalo Falcao Fred Gil                   | 5-7, 1-6         |
| 3.  | 09.07.2017 | Alemania F6  | Tierra batida | Patrick Mayer    | Patrick Grigoriu Christoph Negritu        | 6-7(2), 4-6      |